# Christian Escribà
Christian Escribà   (Barcelona, 11 de juny de 1962) és un pastisser català que està al capdavant de la Pastisseria Escribà, juntament amb la seva companya, la pastissera brasilera Patricia Schmidt.
Fill d'una nissaga de pastissers que va començar el 1906, va aprendre del seu pare Antoni Escribà, conegut com el "mag de la xocolata", que va aplicar els seus estudis de pintura i escultura a la xocolata i la pastisseria. De formació pastissera a Barcelona i París, quan va tornar de seguida es va posar al capdavant de la pastisseria familiar de la Gran Via. Es va arruïnar per primera vegada el 1993 quan va intentar gestionar una guingueta a la Vila Olímpica de Barcelona. El 2007 va ser reconegut com el millor pastisser d'Espanya per l'Acadèmia Espanyola de Grastronomia. El 2008 es va arruïnar per segona vegada per delegar la gestió econòmica dels anells dolços, dels quals venia 25.000 al mes a 15 països, i per sortir-ne va haver de tancar el negoci i hipotecar la casa. El 2011 es va arruïnar per tercera vegada per una crisi, però finalment va tornar a sortir-se'n i va decidir dur una gestió més professional del negoci, separada de la part més creativa. El 2013 va patir un infart i va decidir integrar la meditació i el gimnàs a la seva vida. El 2023 va obrir una nova pastisseria a l'Illa Diagonal de Barcelona, dirigida per Patricia Schmidt. El 2024 va rebre el premi Vicente Ascaso del Gremi de Pastissers d'Osca.
Entre els llibres que ha publicat hi ha La cuina de Peter Pan (Columna, 2016) o Escribà: El arte de convertir la pastelería en ilusión (RBA, 2013).